# 直接遷移
直接遷移(ちょくせつせんい、direct bandgap)は、波数空間(k空間)において半導体のバンド図を描いた場合に、伝導帯の底と価電子帯の頂上が同一の波数ベクトル上に存在することを言う。直接ギャップ(direct gap)と呼ばれることもある。
直接遷移型の半導体では、伝導帯の下端にいる電子は、価電子帯の上端にいるホールと運動量のやり取りなしに再結合(垂直遷移)、することが出来る。バンドギャップ間の電子・ホールの再結合のエネルギーは光の光子の形で放出される。これを、放射再結合もしくは発光再結合と呼ぶ。
　シリコンの様な間接遷移(indirect bandgap)型の半導体は、伝導帯の底と価電子帯の頂上が同じ波数ベクトルの位置に存在しないため、運動量のやり取りなしに電子・ホールは再結合することはできない。再結合は、フォノンや結晶欠陥などを介して行なわれる。これらの場合の再結合エネルギーは、光子の代わりにフォノンとして放出される(格子振動を励起する)ことが多く、光の放出は行なわれないか、生じても非常に弱い発光となる。

## 直接遷移の半導体
- ヒ化ガリウム(GaAs)
  - 直接遷移の代表的な半導体であり、発光ダイオードやレーザーダイオードに利用されている。
- 窒化ガリウム(GaN)
- アンチモン化ガリウム(GaSb)
- リン化インジウム(InP)
- ヒ化インジウム(InAs)
- ヒ化インジウムガリウム(InGaAs)
- アンチモン化インジウム(InSb)